# Riccardo Mottola
Riccardo Mottola (Lecce, 25 gennaio 1904 – ...) è stato un calciatore italiano, di ruolo centrocampista.

## Carriera
Fu un caposaldo dell'Audace Taranto, formazione con cui partecipò a cinque campionati di Prima Divisione, vincendo due volte il girone pugliese. A seguito della fusione del 1927, dell'Audace con la Pro Italia nell'A.S.Taranto, rimase al soldo del nuovo club, con cui disputò un'altra stagione nella stessa serie.
Passò in seguito al Lecce, con cui giocò una stagione in Prima Divisione e tre in Serie B; successivamente militò nella Nissena.

## Palmares

### Club
- Campionato italiano Prima Divisione: 1

Lecce: 1928-29